# آخية

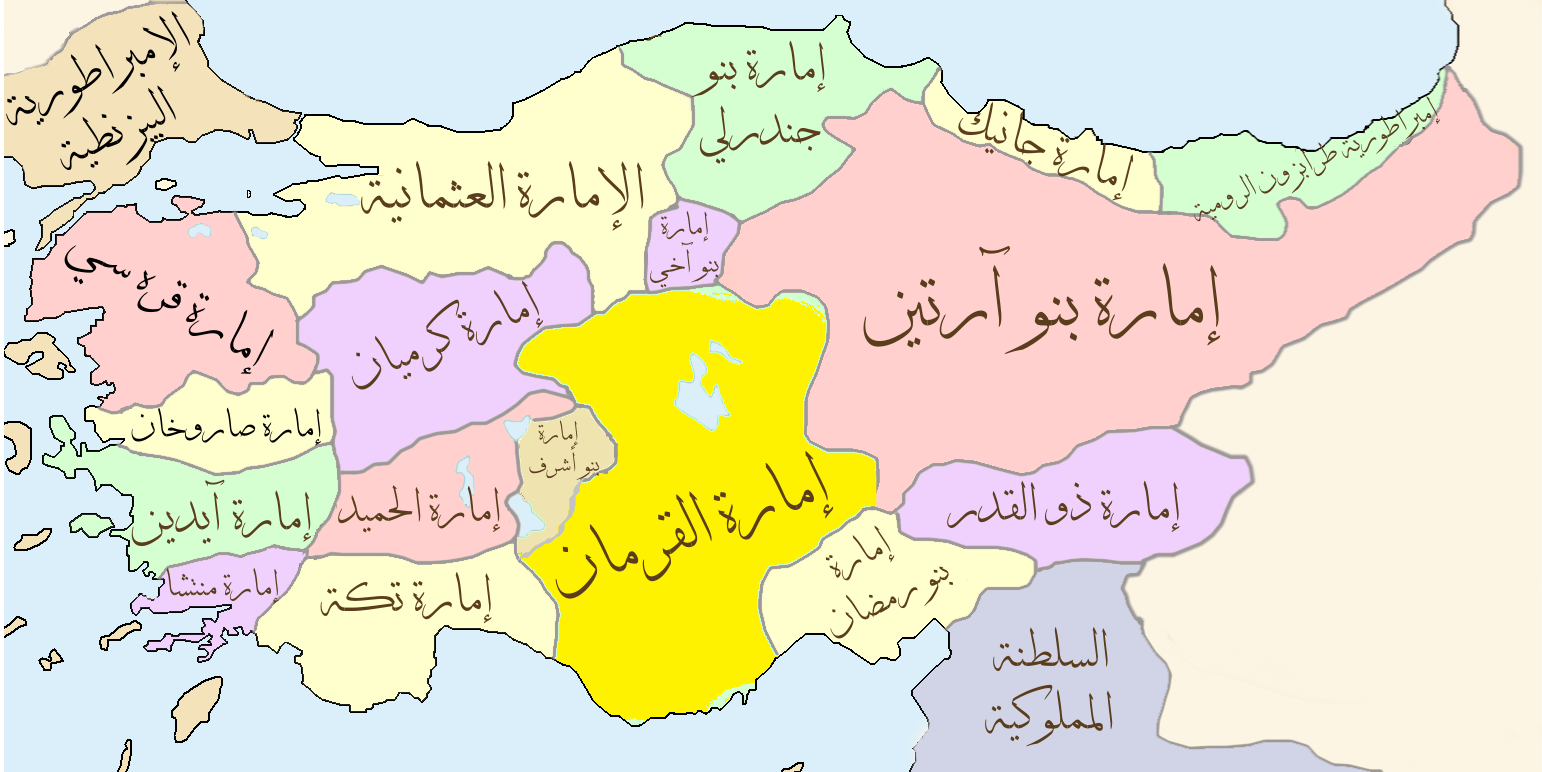

الآخية (بالتركية: Ahilik)‏ (مفردها آخي) هي «أخوية دينية وسياسية» (مؤسسة اجتماعية) نشأت في الأناضول في القرن الثامن هـ / القرن 14 م، تركزت أعمالها في القيام بخدمة الناس وتعليمهم حب مساعدة المحتاجين والمساكين. وممّن لقيهم ووصفهم الرّحالة الشّهير ابن بطّوطة.

## آخية الفتيان
تنصُّ المصادر على أنَّ التديُّن كان شائعًا وسط سلاجقة الروم، وكانوا يُعظِّمون ويُكرِّمون الأعياد والمواسم الإسلاميَّة، وشكَّلت بلادهم موطنًا لِلكثير من الطُرُق الصوفيَّة، وكانوا يُحسنون استقبال الوافدين عليهم ويحتفون بهم. ومن أبرز المظاهر الاجتماعيَّة التي لفتت الأنظار في بلاد الروم خِلال عصر السلاجقة انتشار جماعة الآخية الفتيان في مُختلف المناطق، وهؤلاء كانوا يشتغلون بِخدمة الناس وتعليمهم حُب العمل، ومُساعدة الفُقراء والمساكين، وتُشيرُ أغلب المصادر إلى أنَّ هذه الجماعة ظهرت اقتداءً بِجماعة الفُتُوَّة التي أنشأها الخليفة العبَّاسي أحمد الناصر لدين الله لِنفس الغايات المذكورة، وأنَّهم أخذوا اسمهم من كلمتيّ «أخ» و«أخي» العربيَّتين.
يقول الرّحّالة ابن بطّوطة في وصفهم حين التقاهم في الأناضول: ”واحد الأخيّة: (أَخِي) على لفظ الأخ إذا أضافه المتكلم إلى نفسه، وهم بجميع البلاد التركمانية الرومية في كل بلد ومدينة وقرية، ولا يوجد في الدنيا مثلهم أشد احتفالًا بالغرباء من الناس، وأسرع إلى إطعام الطعام، وقضاء الحوائج، والأخذ على أيدي الظَّلّمة، وقتل الشُّرَط ومَن ألحق بهم من أهل الشر.
والأَخِي عندهم: رجل يجتمع أهل صناعته وغيرهم من الشبان الأعزاب والمتجرّدين، ويقدّمونه على أنفسهم، وتلك هي الفُتُوَّة أيضًا، ويبني زاوية ويجعل فيها الفُرُش والسُّرُج وما يُحتاج إليه من الآلات، ويخدم أصحابه بالنهار في طلب معايشهم ويأتون إليه بعد العصر بما يجتمع لهم فيشترون به الفواكه والطعام، إلى غير ذلك ممّا يُنفق في الزاوية، فإن ورد في ذلك اليوم مسافرٌ على البلد أنزلوه عندهم وكان ذلك ضيافته لديهم، ولا يزال عندهم حتى ينصرف، وإن لم يَرِد واردٌ اجتمعوا على طعامهم فأكلوا وغنّوا ورقصوا وانصرفوا إلى صناعتهم بالغدوّ، وأتوا بعد العصر إلى مُقَدَّمهم بما اجتمع لهم. ويُسَمّون بالفِتْيان، ويُسَمّى مُقَدّمهم كما ذكرنا الأخي، ولم أر في الدنيا أجمل أفعالًا منهم، ويشبههم في أفعالهم أهل شيراز وأصفهان، إلّا أنّ هؤلاء أحبّ في الوارد والصادر وأعظم إكرامًا له وشفقةً عليه“.